# Eyewitness (film, 1956)
Pour les articles homonymes, voir Eyewitness.
Pour plus de détails, voir Fiche technique et Distribution.
Eyewitness est un film britannique réalisé par Muriel Box, sorti en 1956.

## Synopsis
Une jeune femme est témoin d'un meurtre et va être poursuivit par des assaillants qui veulent la réduire au silence.

## Fiche technique
- Titre : Eyewitness
- Réalisation : Muriel Box
- Scénario : Janet Green
- Photographie : Reginald H. Wyer
- Musique : Bruce Montgomery
- Pays de production :  Royaume-Uni
- Format : Noir et blanc - Mono
- Genre : drame
- Date de sortie : 1956

## Distribution
- Donald Sinden : Wade
- Muriel Pavlow : Lucy Church
- Belinda Lee : infirmière Penny Gladstone
- Michael Craig : Jay Church
- Nigel Stock : Barney
- Ada Reeve : Mrs. Hudson
- Richard Wattis : Anesthetist
- George Woodbridge : l'homme de la sécurité à l'hôpital
- John Stuart : chef Constable
- Lionel Jeffries : homme dans le pub